# Ares e Afrodite (9256, tablino)
Ares e Afrodite è un affresco rinvenuto nella casa di Meleagro a Pompei e custodito all'interno del Museo archeologico nazionale di Napoli.

## Storia
Ubicato sulla parete sud di uno dei tablini della casa di Meleagro, l'affresco venne realizzato tra il 62 e il 79. Fu ritrovato il 30 ottobre 1829 e successivamente staccato per ricavarne un quadro.

## Descrizione
L'affresco raffigura un incontro amoroso tra Ares e Afrodite; al centro della scena è la coppia: entrambi sono seduti, con Ares, completamente nudo, coperto da un velo sulle gambe, intento con la mano sinistra a toccare un seno di Afrodite, mentre con l'altra cerca di togliere il velo azzurro che veste la dea, la quale si presenta anch'essa seminuda, con il braccio e la mano destra posti sulla testa nell'atto di reggere il velo.
Sul lato destro è raffigurato un amorino che reca tra le mani l'elmo appartenente ad Ares, mentre a sinistra un altro amorino regge la cassetta di Afrodite; lo sfondo è caratterizzato dalle pareti di una stanza e su di una di essa è poggiato uno scudo e una lancia.